# Mythen
I Mythen sono una montagna delle prealpi svizzere costituita da due piramidi: il Grande Mythen, 1 898 m d'altitudine, e il Piccolo Mythen, 1 811 m. I Mythen sono il simbolo del Canton Svitto, sovrastandone la sua capitale, Svitto.

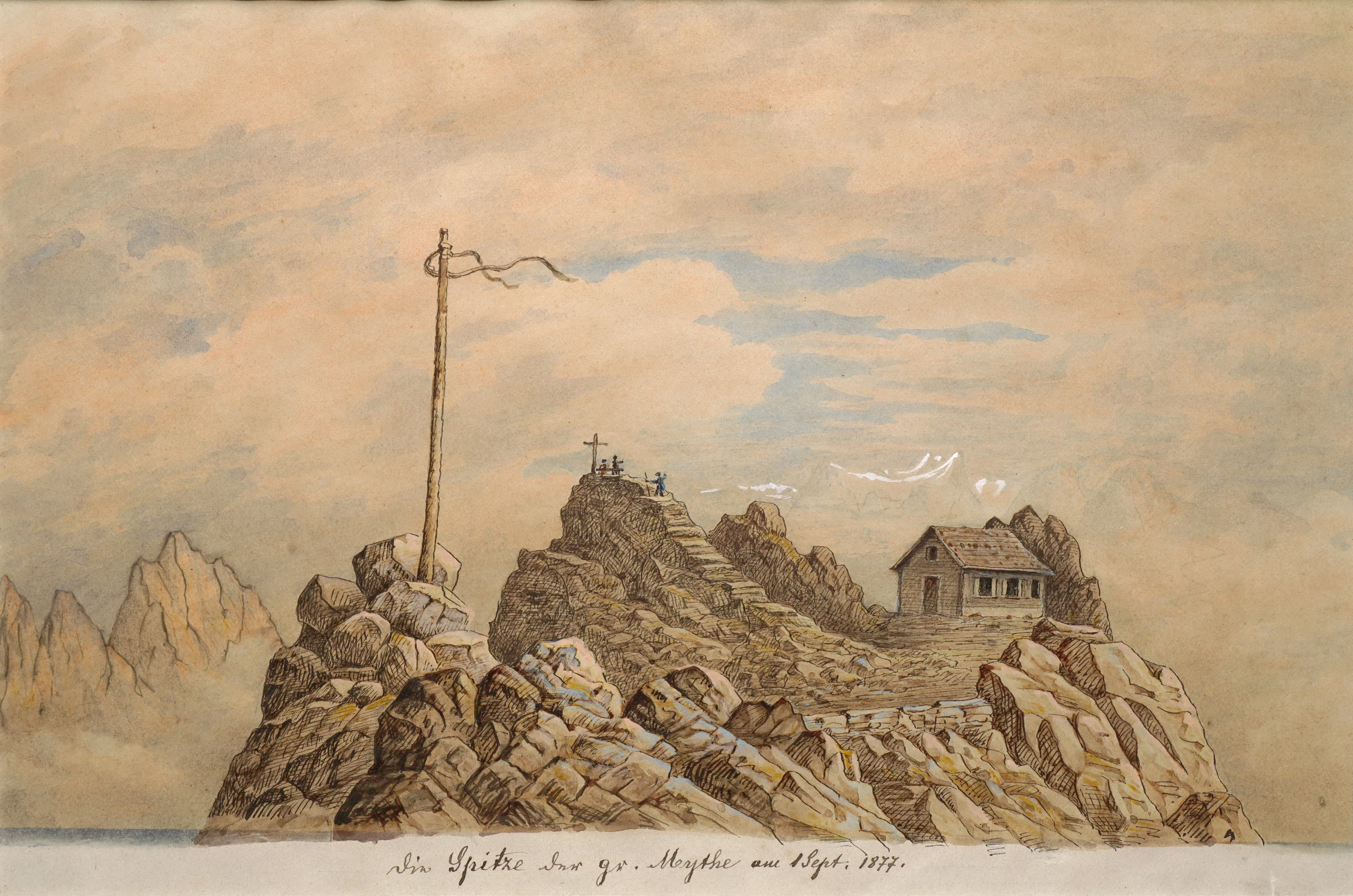
La vetta del Grande Mythen
Heinrich Müller, 1877